# Olivier Faure

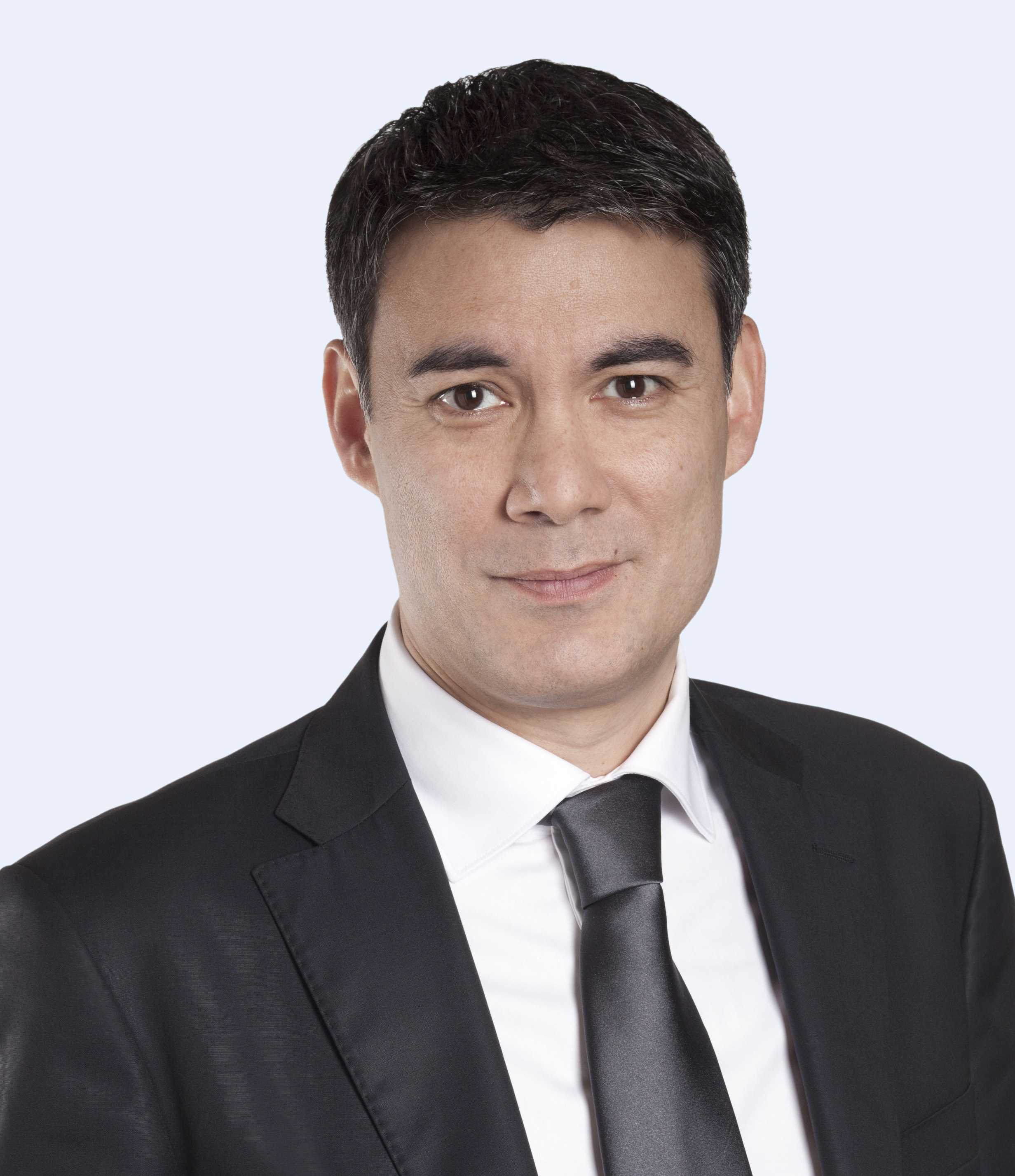
Olivier Faure, Februar 2012

Olivier Faure (* 18. August 1968 in La Tronche) ist ein französischer Politiker der Parti Socialiste (PS). Seit Dezember 2016 ist er Vorsitzender der Fraktion Nouvelle Gauche (bis Juni 2017 Socialiste, écologiste et républicain) in der französischen Nationalversammlung, die vor allem die Abgeordneten der PS umfasst. Seit dem 7. April 2018 ist er Erster Sekretär der PS.

## Leben
Olivier Faure wurde im Département Isère geboren und wuchs zunächst auf La Réunion und später in Saran auf. Sein Abitur erwarb er in Orléans. An der dortigen Universität studierte er Rechtswissenschaften und an der Universität Paris I Panthéon-Sorbonne Politikwissenschaft. Beide Studien schloss er mit einem Diplom ab.
Faure war zunächst Mitarbeiter des Präsidenten des Ausschusses für Verfassung, Recht und Verwaltung der Nationalversammlung, Gérard Gouzes. Anschließend war er in Grenoble kurzzeitig in der Privatwirtschaft tätig, als Mitarbeiter in der Leitung eines Unternehmens mit ca. 150 Beschäftigten, das sich im Besitz der Beschäftigten selbst befand. Seine anschließenden beruflichen Tätigkeiten bewegten sich alle im politischen Kontext.

## Politische Karriere
Olivier Faure trat mit 16 Jahren der Parti Socialiste bei. Anfang der 1990er Jahre war er Präsident der jeunes rocardiens, die sich um Michel Rocard organisierten. In diesem Umfeld bewegte sich damals auch Manuel Valls; gleichzeitig lebte Faure in dieser Zeit in einer Wohngemeinschaft mit Benoît Hamon.
1997 wurde Faure Mitglied im Kabinett von Martine Aubry in ihrer damaligen Funktion als Arbeitsministerin in der Regierung Jospin. Nach dem Wechsel von Aubry als Bürgermeisterin nach Lille wurde Faure stellvertretender Büroleiter des damaligen Ersten Sekretärs der PS, François Hollande. Ab 2007 war er Generalsekretär der Fraktion der Parti Socialiste in der Nationalversammlung unter dem Fraktionsvorsitz von Jean-Marc Ayrault. 2012 war er kurzzeitig dessen Berater als Premierminister, legte diese Funktion aber nach seiner Wahl in die Nationalversammlung nieder.
In der Präsidentschaftswahlkampagne von François Hollande war Faure sowohl während des Vor- als auch während des eigentlichen Wahlkampfes für die Kommunikation zuständig.  Nach der Wahl 2012 wurde Faure Mitglied der Parteiführung der Parti Socialiste, zunächst als Sekretär für Kommunikation, ab 2014 als einer der drei Sprecher (porte-parole; diese Funktion ist der eines Generalsekretärs in deutschen Parteien vergleichbar).
Faure kandidierte 1994 erstmals um ein politisches Mandat, als Kandidat für den Generalrat des Département Loiret, scheiterte jedoch.  2007 scheiterte er auch mit seiner erstmaligen Kandidatur für die Nationalversammlung für das Département Seine-et-Marne. Ab 2008 war er Mitglied im Gemeinderat von Champs-sur-Marne und des Rates des Gemeindeverbundes Val Maubuée; er legte diese Funktionen nach seiner Wahl in die Nationalversammlung nieder.
2012 wurde Faure in einem neu geschaffenen Wahlkreis von Seine-et-Marne in die Nationalversammlung gewählt. Er war dort einer der Vizepräsidenten der sozialistischen Fraktion. Nach der Berufung des bisherigen Fraktionsvorsitzenden Bruno Le Roux zum Innenminister in der Regierung Cazeneuve im Dezember 2016 wurde Faure mit knapper Mehrheit gegen Guillaume Bachelay zum neuen Fraktionsvorsitzenden gewählt. Er gehört in der Nationalversammlung dem Ausschuss für Finanzen, Ökonomie und Haushaltskontrolle an.
Bei der Wahl 2017 gelang ihm trotz der verheerenden Wahlniederlage der Parti Socialiste die Wiederwahl in die Nationalversammlung. Nach der Wahl wurde er als Fraktionsvorsitzender der in Nouvelle Gauche umbenannten Parlamentsfraktion der Sozialisten bestätigt.
Ab Juli 2017 gehörte Faure kraft seines Amtes als Fraktionsvorsitzender der kommissarischen kollegialen Leitung der PS an, die den Übergang nach den Niederlagen bei den Wahlen 2017 organisieren sollte.
Im Januar 2018 kündigte Faure an, sich als Vorsitzender (premier secrétaire) der Parti Socialiste zu bewerben. Bei der Abstimmung über die politischen Programme im Vorfeld des Parteitags der PS erhielt der von Faure als Erstunterzeichner vorgelegte Text 48,6 Prozent der Stimmen. Da der Erstunterzeichner des zweitplatzierten Textes, Stéphane Le Foll, auf eine Kandidatur als Erster Sekretär verzichtete, war Faure einziger Kandidat bei der Urwahl am 29. März, bei der er mit 86 Prozent der Stimmen gewählt wurde. Am 7. April 2018 trat er das Amt an.

## Politische Positionierung
Faure hat mit drei einflussreichen Personen der Parti Socialiste zusammengearbeitet, die alle dem links-zentristischen Flügel der Partei zugerechnet werden: Martine Aubry, François Hollande und Jean-Marc Ayrault. Er gilt dabei vor allem als Ayraultiste, er nahm aber Ende November 2016 auch als einziges Mitglied der engeren Parteiführung an einer von Martine Aubry organisierten Tagung teil, an der auch zahlreiche Gegner der Politik von Hollande und insbesondere von Valls teilnahmen. Seine Wahl zum Fraktionsvorsitzenden wurde als Niederlage für Manuel Valls gewertet, der 2014 Ayrault an der Regierungsspitze verdrängt hatte.
Faure hat in der Nationalversammlung grundsätzlich den Kurs der Regierungen Ayrault und Valls, der vor allem in der Wirtschaftspolitik umstritten war, unterstützt. In der Beratung um die Reform der Arbeitsgesetzgebung im Frühjahr 2016, für die sich in der Nationalversammlung keine Mehrheit abzeichnete, versuchte Faure einen Kompromiss zu vermitteln, der jedoch am Widerstand von Valls scheiterte; das Gesetz wurde über eine besondere Verfassungsregelung schließlich ohne Zustimmung des Parlaments in Kraft gesetzt.
Faure sprach sich Ende Dezember 2015 gegen den von der Regierung Valls geplanten Entzug der französischen Staatsbürgerschaft für Terroristen aus und stimmte im Februar 2016 in der Nationalversammlung mit 91 weiteren sozialistischen Abgeordneten gegen das Gesetz, das schließlich von der Regierung zurückgezogen wurde.

## Sonstiges
Faure ist Autor eines Comicbandes, Ségo, François, Papa et moi. In dem 2007 erschienenen Band stellt Faure die Präsidentschaftswahlkampagne 2007 von Ségolène Royal dar.